# Walenikowate
Walenikowate (Neobalaeninae) – podrodzina ssaków morskich z rodziny Cetotheriidae.

## Systematyka
Do walenikowatych należy jeden żyjący współcześnie rodzaj:
- Caperea J.E. Gray, 1864 – walenik – jedynym przedstawicielem jest Caperea marginata (J.E. Gray, 1846) – walenik mały

oraz rodzaj wymarły:
- Miocaperea Bisconti, 2012 – jedynym przedstawicielem był Miocaperea pulchra Bisconti, 2012